# Intentions
Intentions est un recueil d'essais d'Oscar Wilde publié en 1891 et traduit en français chez Stock en 1905 sous le même titre par Jean-Joseph Renaud. Hugues Rebell est l'auteur d'une autre traduction parue en 1906 chez C. Carrington.
Ce recueil contient :
- Le Déclin du mensonge (The Decay of Lying)
- Le Critique comme artiste (The Critic as Artist)
- Pen, Pencil, and Poison
- La Vérité des masques (The Truth of Masks).